# Boris Čatalbašev
Boris Čatalbašev, in bulgaro Борис Чаталбашев? (Pleven, 30 gennaio 1974), è uno scacchista bulgaro naturalizzato danese.

È noto con la grafia Boris Chatalbashev nei paesi occidentali.
Ottenne il titolo di Maestro Internazionale nel 1995 e di Grande Maestro nel 1997.
Ha raggiunto il massimo rating nel luglio 2010, con 2613 punti Elo.
Nel 2018 si è trasferito in Danimarca e da allora gioca con la federazione danese in tutte le competizioni.

## Carriera
Negli anni 1990 e 2000 è stato uno dei più forti scacchisti bulgari.
Vinse quattro volte il campionato bulgaro (1991, 1998, 2007, 2010), classificandosi secondo nel 2004 e 2009. 
Vinse anche quattro volte il campionato bulgaro a squadre con vari club (2008, 2009, 2012, 2013).
Una volta passato alla federazione danese ha vinto il Campionato danese nel 2023 e 2024. 
Partecipò con la Bulgaria a tre olimpiadi degli scacchi: Erevan 1966, Ėlista 1998 e Calvià 2004, ottenendo complessivamente il 58,3% dei punti.
Nel 1992 partecipò con la Bulgaria alla 23ª edizione delle Balkaniadi, vincendo l'argento di squadra e l'oro individuale.
Vinse, da solo o alla pari,  molti tornei internazionali, diversi dei quali in Italia: Albena (1992), Pavlikeni (1994), Chambéry (1996), Parigi (1997), Saint-Affrique (1998), Cutro (1998, 2001), Salsomaggiore (2000),    Porto San Giorgio (2000, 2003), Imperia (2001), Val Thorens (2001, 2004), Balatonlelle (2002, 2003), Cap d'Agde (2002), La Roda (2004), Genova (2005), Sunny Beach (2005, 2006) e Fiume (2007).
Nel 2001/02 si classificò =1°-4° nel 44º torneo di Capodanno di Reggio Emilia (vinse Vladimir Georgiev per spareggio tecnico).